# التحكم في التهوية

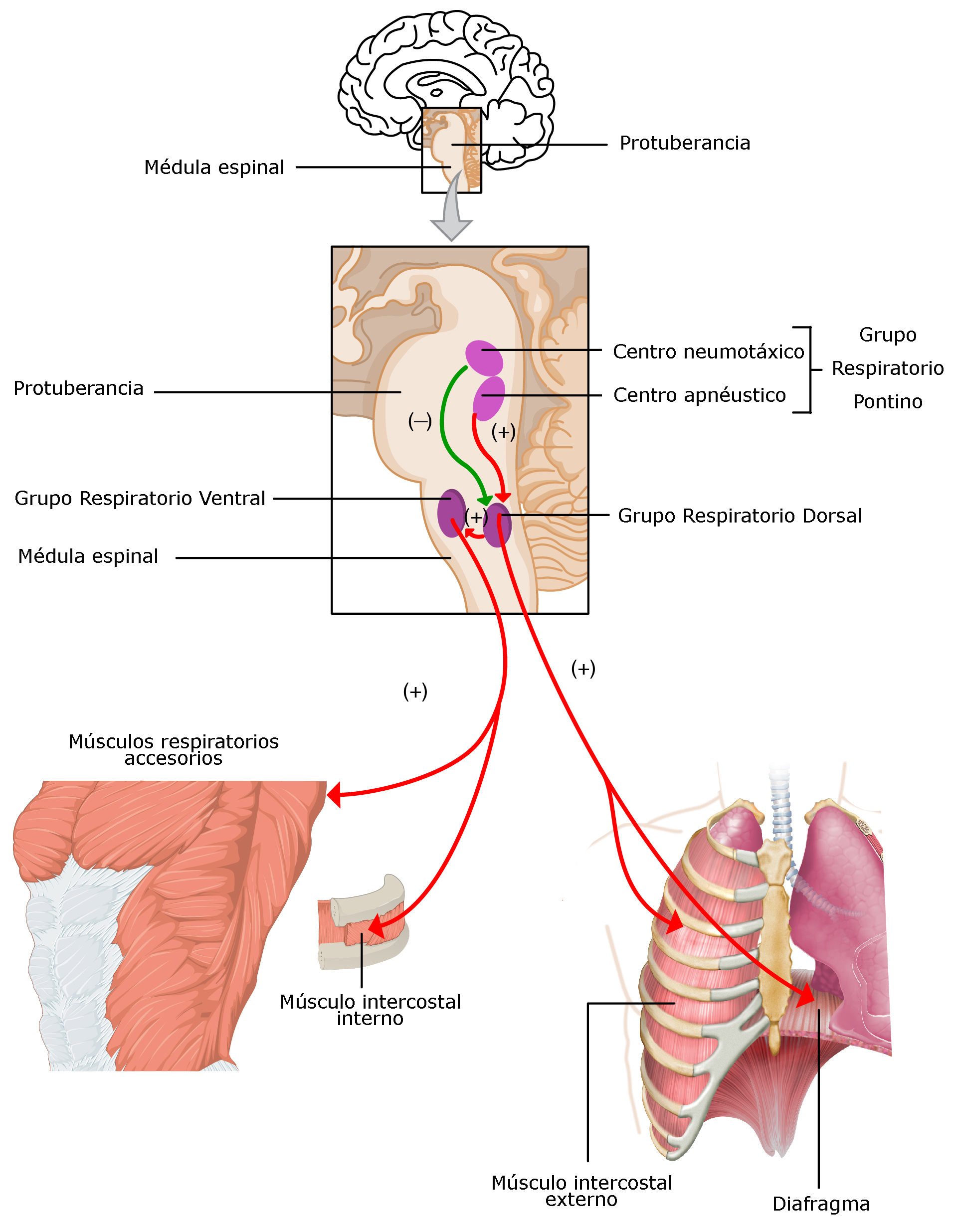

يشير التحكم في التهوية  إلى الآليات الفسيولوجية المرتبطة بالتحكم في التنفس ، وهي حركة الهواء داخل وخارج الرئتين. التهوية تسهل التنفس. يشير التنفس إلى استخدام الأكسجين وموازنة ثاني أكسيد الكربون من قبل الجسم ككل ، أو عن طريق الخلايا الفردية في التنفس الخلوي.  إن أهم وظيفة للتنفس هي إمداد الجسم بالأكسجين وموازنة مستويات ثاني أكسيد الكربون. في معظم الظروف ، يتحكم كلاً من الضغط الجزئي لثاني أكسيد الكربون (PCO2) و تركيز ثاني أكسيد الكربون في معدل التنفس. توجد المستقبلات الكيميائية الطرفية التي تكشف عن التغيرات في مستويات الأكسجين وثاني أكسيد الكربون في أجسام الأبهر الشرياني وأجسام الشريان السباتي. تعتبر المستقبلات الكيميائية المركزية حساسة بشكل أساسي للتغيرات في درجة الحموضة في الدم (الناتجة عن التغيرات في مستويات ثاني أكسيد الكربون) وتقع في النخاع المستطيل بالقرب من مجموعات التنفس النخاعية في المركز التنفسي. يتم نقل المعلومات من المستقبلات الكيميائية الطرفية على طول الأعصاب إلى مجموعات الجهاز التنفسي في مركز الجهاز التنفسي. هناك أربع مجموعات تنفسية ، اثنتان في النخاع واثنتان في الجسر. تُعرف المجموعتان في الجسر باسم مجموعة الجهاز التنفسي الجسري.

## نمط التهوية
عادة ما يكون التنفس عملية تلقائية لا إرادية. يمكن تقسيم نمط المحفزات الحركية أثناء التنفس إلى مرحلة استنشاق ومرحلة زفير. يُظهر الاستنشاق زيادة مفاجئة ومتسارعة في إفرازات المحرك لعضلات الجهاز التنفسي (وعضلات البلعوم الضيقة). قبل نهاية الاستنشاق ، هناك انخفاض في التفريغ الحركي ونهاية. عادة ما يكون الزفير صامتًا ، باستثناء معدلات التنفس العالية. يتحكم مركز الجهاز التنفسي في النخاع وجذع الدماغ في معدل وعمق التنفس (إيقاع الجهاز التنفسي) من خلال مدخلات مختلفة. وتشمل هذه الإشارات من المستقبلات الكيميائية الطرفية والمستقبلات الكيميائية المركزية ؛ من العصب المبهم والعصب البلعومي اللساني الذي يحمل مدخلات من مستقبلات التمدد الرئوي ، والمستقبلات الميكانيكية الأخرى في الرئتين. وكذلك إشارات من القشرة الدماغية وما تحت المهاد.

### النخاع المستطيل
مجموعة الجهاز التنفسي البطني. تتحكم مجموعة التنفس البطني في الزفير القسري الطوعي وتعمل على زيادة قوة الاستنشاق. ينظم إيقاع الشهيق والزفير. المجموعة التنفسية الظهرية. تتحكم مجموعة الجهاز التنفسي الظهرية في الغالب في حركات الاستنشاق وتوقيتها.

### الجسر

#### مركز ضغط الهواء
- ينسق سرعة الشهيق والزفير.
- يرسل نبضات مثبطة إلى منطقة الشهيق.
- تشارك في ضبط معدل التنفس.

#### مركز انقطاع التنفس
- ينسق سرعة الشهيق والزفير.
- يرسل نبضات تحفيزية إلى منطقة الشهيق - ينشط ويطيل الاستنشاق تم تجاوزه عن طريق التحكم في ضغط الهواء من منطقة انقطاع التنفس لإنهاء الاستنشاق.

## التحكم في نمط التهوية
عادة ما تكون التهوية غير واعية وتلقائية ، ولكن يمكن أن تلغيها أنماط واعية بديلة. وبالتالي يمكن أن تتسبب المشاعر في التثاؤب والضحك والتنهد (إلخ) ، والتواصل الاجتماعي يتسبب في الكلام والأغنية والصفير ، بينما يتم استخدام التجاوزات الطوعية تمامًا لإطفاء الشموع وحبس النفس (على سبيل المثال ، السباحة تحت الماء). قد يكون فرط التنفس طوعيًا تمامًا أو استجابة للانفعالات أو القلق العاطفي ، حيث يمكن أن يسبب متلازمة فرط التنفس المؤلمة. يمكن أن يؤثر التحكم الطوعي أيضًا على وظائف أخرى مثل معدل ضربات القلب كما هو الحال في ممارسات اليوجا والتأمل. يتم أيضًا تعديل نمط التنفس الصناعي مؤقتًا عن طريق ردود الفعل المعقدة مثل العطس والتوتر والتجشؤ والسعال والقيء.

## محددات معدل التهوية
يتم التحكم بإحكام في معدل التنفس (حجم دقائق التنفس) ويتم تحديده بشكل أساسي عن طريق مستويات الدم من ثاني أكسيد الكربون على النحو الذي يحدده معدل التمثيل الغذائي. تصبح مستويات الأكسجين في الدم مهمة في نقص الأكسجة. يتم استشعار هذه المستويات بواسطة المستقبلات الكيميائية المركزية على سطح النخاع المستطيل لزيادة درجة الحموضة (بشكل غير مباشر من زيادة CSF لثاني أكسيد الكربون) ، والمستقبلات الكيميائية الطرفية في الدم الشرياني للأكسجين وثاني أكسيد الكربون. الخلايا العصبية الواردة من المستقبلات الكيميائية الطرفية هي عبر العصب البلعومي اللساني (CN IX) والعصب المبهم (CN X).
ترتفع مستويات ثاني أكسيد الكربون في الدم عند التمثيل الغذائي لأكسيد الكربون وزيادة إنتاج ثاني أكسيد الكربون أثناء ممارسة الرياضة على سبيل المثال. يتم نقل ثاني أكسيد الكربون الموجود في الدم إلى حد كبير على هيئة أيونات بيكربونات (-HCO3)، عن طريق التحويل أولاً إلى حمض الكربونيك (H2CO3)، عن طريق إنزيم أنهيدراز الكربونيك ، ثم عن طريق تفكك هذا الحمض إلى H + و -HCO3. لذلك يتسبب تراكم ثاني أكسيد الكربون في تراكم مكافئ لأيونات الهيدروجين المنفصلة، والتي، بحكم التعريف ، تقلل من درجة الحموضة في الدم. تستجيب مستشعرات الرقم الهيدروجيني الموجودة في جذع الدماغ على الفور لهذا الانخفاض في الرقم الهيدروجيني، مما يتسبب في زيادة معدل التنفس وعمق الجهاز التنفسي. والنتيجة هي أن الضغط الجزئي لثاني أكسيد الكربون (PCO2) لا يتغير من الراحة إلى التمرين. خلال فترات قصيرة جدًا من التمارين المكثفة، يتسبب إطلاق حمض اللاكتيك في الدم عن طريق العضلات المتمرسة في انخفاض درجة حموضة بلازما الدم ، بغض النظر عن ارتفاع PCO2 ، وهذا سيحفز التهوية الرئوية بشكل كافٍ للحفاظ على درجة حموضة الدم. ثابت على حساب PCO2 المنخفض.
يمكن أن يؤدي التحفيز الميكانيكي للرئتين إلى ردود أفعال معينة كما تم اكتشافه في الدراسات التي أجريت على الحيوانات. في البشر ، تبدو هذه أكثر أهمية عند حديثي الولادة والمرضى الخاضعين للتهوية ، ولكنها ذات صلة قليلة بالصحة. يُعتقد أن نغمة عضلات الجهاز التنفسي يتم تعديلها بواسطة مغازل العضلات عبر قوس منعكس يشمل الحبل الشوكي.
يمكن أن تؤثر الأدوية بشكل كبير على معدل التنفس. تميل المواد الأفيونية والتخدير إلى تثبيط التهوية ، عن طريق تقليل الاستجابة الطبيعية لارتفاع مستويات ثاني أكسيد الكربون في الدم الشرياني. يمكن أن تسبب المنشطات مثل الأمفيتامينات فرط التنفس.
يميل الحمل إلى زيادة التهوية (خفض توتر ثاني أكسيد الكربون في البلازما إلى ما دون القيم الطبيعية). ويرجع ذلك إلى زيادة مستويات البروجسترون ويؤدي إلى تبادل الغازات المعزز في المشيمة.